# جهينة سماوي
جهينة سماوي هي سيدة أعمال سورية، قامت بتأسيس «أيام غاليري» عام 2006 والذي يملك استثمارات في الإمارات العربية المتحدة، السعودية، بريطانيا، لبنان، وسوريا. وكانت من ضمن قائمة أقوى 100 امرأة عربية في 2013.